# La Tentation de saint Thomas d'Aquin
La Tentation de saint Thomas d’Aquin est une huile sur toile peinte par Diego Velázquez en 1632 et conservée au musée d’art religieux du diocèse d’Orihuela en Espagne.

## Histoire
La toile est rattachée à la période 1630-1634 et au premier voyage de Vélasquez en Italie. Il s'agit de l'une de ses rares œuvres religieuses - avec notamment le  Christ crucifié et Saint Antoine Abbé et saint Paul, premier ermite, de la même époque. Pour Guillaume Kientz, commissaire de l'exposition Vélasquez à Paris, il est probable que la toile eut été commandée par Antonio de Sotomayor pour le collège d'Orihuela qu'il dirigeait. La toile est conservée dans le musée d'art sacré de la ville.
Cette œuvre a été initialement attribuée au peintre Nicolas de Villacis puis à Alonso Cano. Dans les années 1920 elle fut reconnue comme un original de Vélasquez.

## Description
La toile représente Thomas d'Aquin qui vient de résister à une tentation de la part d’une prostituée alors qu’il était encore novice. La prostituée est visible au fond par la porte ouverte. Il l’a fait fuir avec un tison enflammé qui repose à ses pieds. Le saint est soutenu par un ange pendant qu’un autre se prépare pour lui poser un ruban blanc symbole de chasteté..
Le tableau est organisé selon la croix formée par les deux diagonales de la toile (aile de l’ange, bras du saint d’un côté ; tunique de saint Thomas de l’autre) qui se croisent au niveau des visages de Thomas et de l’ange ; « confronté à une iconographie exceptionnelle Vélasquez démontre ici comme toujours une étonnante capacité à adapter son génie à une œuvre didactique ». Le miracle est humanisé. Les couleurs claires, la lumière  et les éléments de perspectives sont typiques du premier voyage de Vélasquez en Italie, période à laquelle le Sévillan réalisa cette toile.